# Conca de Kane
La conca de Kane (en anglès Kane Basin) és un cos d'aigua que s'estén entre Groenlàndia i l'illa més septentrional del Canadà, Ellesmere. És el segon dels trams de l'estret de Nares i uneix l'estret de Smith, al sud, amb el canal de Kennedy, al nord. L'enorme glacera de Humboldt hi desemboca.
Té una llargada, en direcció SE-NO d'uns 180 km, una amplada màxima de 130 km i una de mínima de 35 km.

## Història
El seu nom és en record de l'estatunidenc Elisha Kent Kane, que el 1854 hi passà amb el seu vaixell Advance en la recerca de l'expedició perduda de Franklin. Kane l'havia anomenat "Peabody Bay", en record del filantrop George Peabody, el gran mecenes de la seva expedició.

## Referències

Situació de la conca de Kane